# اتحادیه لنگولجارا
اتحادیه لنگولجارا (به لاتین: Langoljhara Union) یک منطقهٔ مسکونی در بنگلادش است که در Kalaroa Upazila واقع شده‌است.